# Lista över Volvomotorer

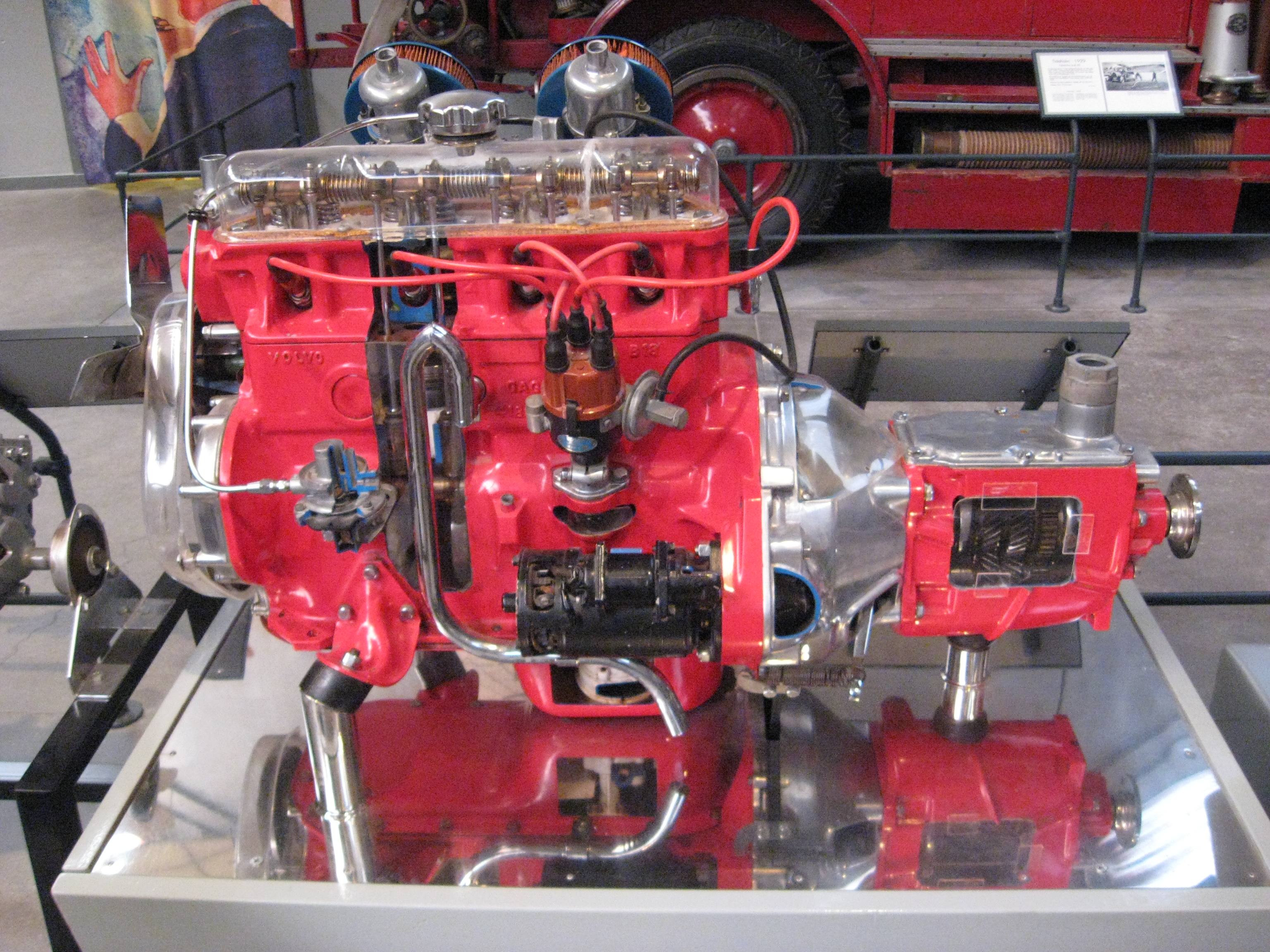
B18

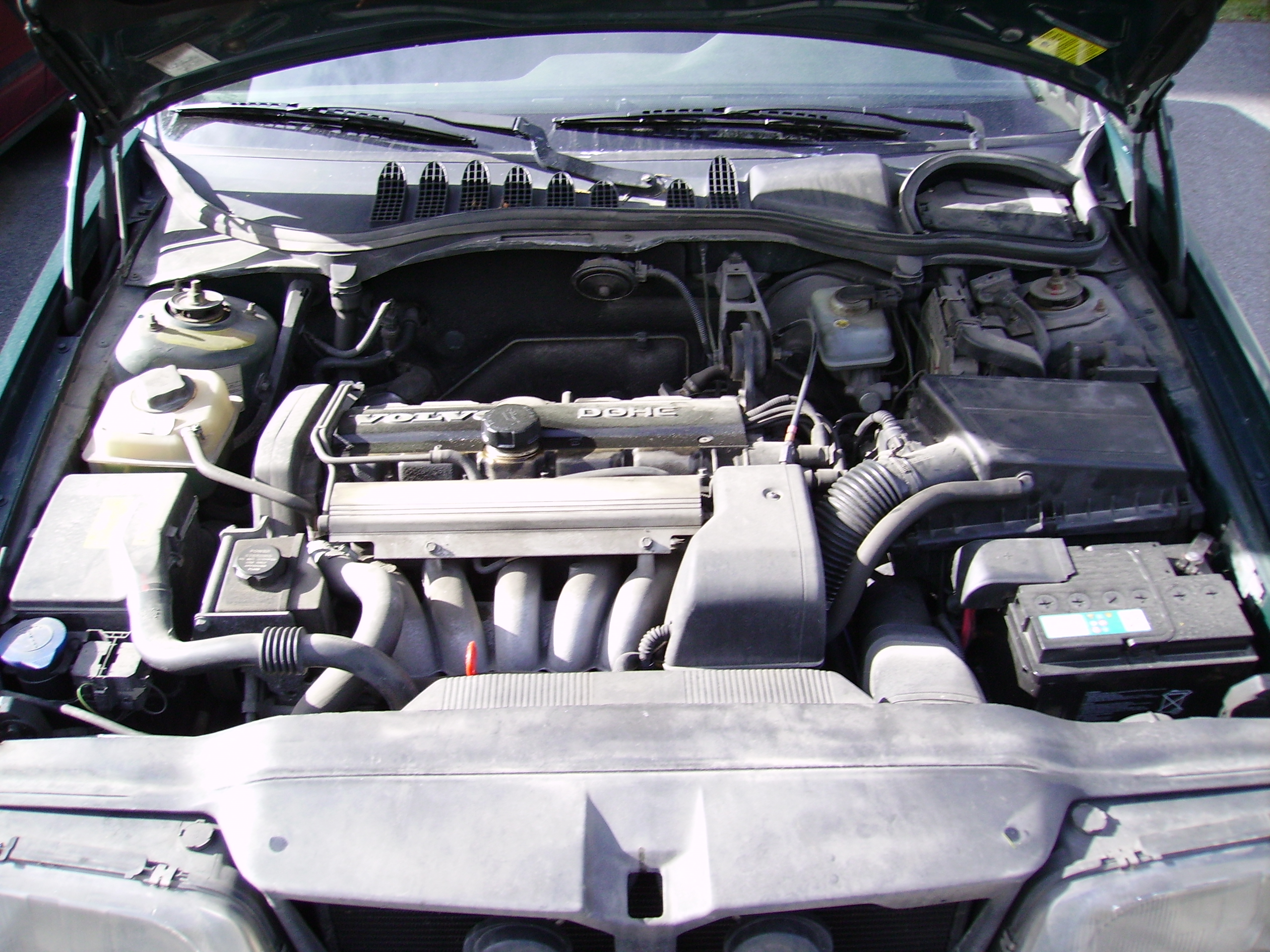
B5252S

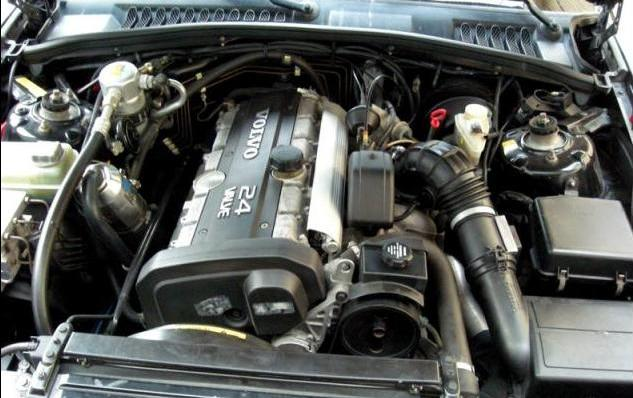
B6304F

Denna lista över Volvomotorer ger en översikt över Volvo Personvagnars långa historik som tillverkare av förbränningsmotorer.
Vid Volvos grundande 1927 beställdes motorer från motortillverkaren Penta i Skövde. Den första motorn var fyrcylindrig och på 28 hästkrafter (21 kW, 28 hk) Typ DA.
1931 förvärvade Volvo en majoritet av Pentas aktiekapital och 1935 blev Penta ett dotterbolag till Volvo. Volvo Penta gick senare över till att endast tillverka båt- och industrimotorer. Volvo Personvagnars motorer fortsatte dock (med några få undantag) att tillverkas i Skövde vid Personvagnars motorfabrik. Denna fabrik ska inte förväxlas med Volvo Powertrain (också i Skövde) som utvecklar motorer för Volvo Lastvagnar.
Ford Motor Company, Volvo Personvagnars ägare under åren 1999–2010, tillät Volvo att fortsätta att utforma sina egna motorer. En ny generation raka sexcylindriga motorn introducerades 2007.

## Nomenklatur
Genom motorns beteckning kan viss information om dess beskaffenhet utläsas. Tidiga Volvomotorer hade bokstavsprefix som angav motorns tänkta användningsområde.
(A för lastbil, B för bil, C för traktor, D för större traktorer samt industrimotorer.) Därefter följt av ungefärlig cylindervolym, alternativt cylinderantal och ett suffix för bränsletyp. (ex. "PV-motorn" B4B = bilmotor, 4 cylindrar, bensin). Senare motorers namn består av en bokstav (B eller D) vilket står för Bensinmotor eller Dieselmotor. Därefter följer siffror som på de äldre motorerna (fram till B230-generationen) anger slagvolym. På de nyare anges (från vänster till höger) antalet cylindrar, slagvolym och antal ventiler per cylinder. På bensinmotorerna anges även med ett S eller T om det är en sugmotor eller turboladdad motor. Om motorn är en förbättrad version av en (till namnet) liknande motor, följs bokstaven T av siffran 2. Om det dessutom är en högprestandaversion har motorn tillägget -R.
Vissa Volvobilar har en enklare form av motorbeteckning på baksidan av bilen, oftast på höger sida av bakluckan. Vid köp av bilen kan dock köparen välja att beteckningen inte skall anges. Beteckningen för vilken motor bilen är utrustad med följer en lite annan slags nomenklatur, men kan sägas återge det "populära" namnet för motorn. Om det är en bensinmotor utan turbo anges slagvolymen i liter, exempelvis 2.4. Om samma motor är utrustad med turbo anges 2.4T. Vissa turbomotorer betecknas emellertid som T4, T5 eller T6, där siffran står för antalet cylindrar. Detta liknar dieselmotorerna i personbilar som oftast betecknas med D och en siffra (exempelvis D3 och D5) som beskriver motorernas inbördes ordning sett till effekt och/eller vridmoment. Vissa dieselmotorer betecknas dock, precis som vissa bensinmotorer, med slagvolym följt av bokstaven D (exempelvis 2.4D). Det korrekta namnet på motorn som oftast åsyftas när namnet D5 används är egentligen D5244T10.
Fr.o.m. årsmodell 2011 infördes en ny nomenklatur, där D2, D3 o.s.v. används för dieselmotorer och T3, T4 o.s.v. för turboladdade bensinmotorer (eftersom alla Volvo-motorer har turbo numera). Siffran är inte längre kopplad till antalet cylindrar, utan anger i stället vilket effektintervall motorn ligger inom. Vissa motorer har samma beteckning som tidigare, eftersom systemet anpassades efter de vanligaste motorerna. Andra har fått helt ny beteckning. Systemet återspeglar en utveckling mot att tona ner cylindervolym och antal cylindrar som säljargument och passar in i den rådande trenden av "down-sizing", där allt fler bilmotorer får mindre cylindervolym men bibehållen effekt.

## Volvos olika motorer
- B4B - Första motorn i Volvo PV 444
- B14A - Trimmad version av B4B monterades i Volvo P1900 Sport
- B13 - Renault-tillverkad toppventilsmotor som användes i Volvo 66
- B14 - Samma motor men med större motorvolym (cylinderdiameter) och annan trimningsgrad, användes i Volvo 340
- B16 - Användes i senare versioner av Volvo PV 544 och i tidiga Volvo Amazon
- D16 - Renault-tillverkad dieselmotor som användes i begränsad upplaga i Volvo 340
- B17 - Renault-tillverkad bensinmotor med överliggande kam och plant topplock, uteslutande använd i Volvo 340 och i Volvo 400-serien.
- B18 lanserades 1961 i Volvo P1800 och kom senare även i Volvo PV, Volvo Duett, Volvo Amazon och Volvo 140.
- B19 kom hösten 1976, används i vissa versioner av Volvo 240 och Volvo 340, och uteslutande i Volvo 360. Volvo 240 med B19-motor såldes i första hand till Finland och Italien.
- B20 kom 1969 och fanns till Volvo Amazon, Volvo P1800, Volvo 140 och fram till och med 1976 i Volvo 240-serien.
- B21 lanserades 1974 och monterades i Volvo 240-serien. Den skiljer sig från sina föregångare genom att ha överliggande kamaxel.
- B23 är besläktad med B21, men har större borrning. B23 används i Volvo 240.
- D20 är en kapad version av D24, uteslutande använd i finska versioner av Volvo 240.
- D24 Volkswagen-tillverkad 6-cylindrig dieselmotor, användes i sugutförande i Volvo 240 och i turboutförande i Volvo 740/760 och Volvo 940 (D24T).
- B30 monterades i Volvo 164 och terrängbilen Volvo C303. Det är en sexcylindrig version av B20-motorn.
- B36 Är en V8 motor som användes i lastbilsmodellerna L420 Snabbe och L430 Trygge.
- B200 - Vidareutveckling av B19, användes i Volvo 360, vissa versioner av Volvo 240 och vissa exportverioner av Volvo 740 och Volvo 940.
- B204T monterades i Volvo 940 / Volvo 960 "italienaren". 2 liters turbomotor med 16 ventiler.
- B234F En 16 ventilers version av b230F som vanligtvis hade 8 ventiler.
- B230 monterades i Volvo 240, Volvo 740 och Volvo 940. En lågfriktionsmotor som var en utveckling av den äldre B23. Fanns med F (elektroniskt insprut), A (förgasare), K (tvåportsförgasare), E (mekaniskt insprut), FT (fulltrycksturbo med elektroniskt insprut), FK (lågtrycksturbo 0,35 bar med elektroniskt insprut), ET (turbo med mekaniskt insprut). B230F förekom dock i flera olika varianter (FB, FS etc).
- B230FT monterades i Volvo 940 / Volvo 740 och är fulltrycksversionen av Volvos rödblock och det innebär att den har en ställbar tryckklocka så att man kan själv ställa trycket, från fabrik är denna ställd på 0,65 bar.
- B280 ("PRV") V6 motor som utvecklades gemensamt av Volvo, Peugeot och Renault. Sitter i Volvo 760 och 780. Även som B27 som sitter i Volvo 240 och 260 och B28 som monterades i sena Volvo 240/260 och tidiga 760.
- B5252 monterades i Volvo 850. "Lilla Aluminium 5:an".
- B5244 monterades i Volvo 850.
- B5254 monterades i Volvo 850. "Stora Aluminium 5:an".
- B6254 monterades i Volvo 960 "Lilla Aluminium 6:an".
- B6304 monteras i Volvo 960, S90, V90 & Volvo S80. "Stora Aluminium 6:an".
- B6324S rak 6-cylindrig motor med kortare motorblock, lanserad 2007. 3,2 liters volym. Finns bl.a. i XC60, V70, XC70, S80, XC90, men även i andra bilmodeller inom Ford-koncernen.
- B6304T2 turboladdad version av ovanstående motor, dock med 3,0 liters volym.
- D5 fanns först bara i Volvo V70, men den nya, uppgraderade versionen av den här diesel-motorn finns numera till större delen av Volvos modellutbud. Beteckningen används på bilar med olika dieselmotorer, både 4- och 5-cylindriga.
- T3 4-cylindrig turbomatad med direktinsprut på 1,6l (135-165 hk) används i S60/V60
- T4 4-cylindrig turbomatad med direktinsprut på 1,6l (165-200 hk) används i S60/V60
- T5 Rak 5-cylindrig turboladdad bensinmotor. Monterades först i Volvo 850, men finns nu i flera Volvo-modeller. Beteckningen användes från början på en 5-cylindrig bensinmotor, men har senare också använts på den nya 4-cylindriga motorgenerationen.
- T6 Rak 6-cylindrig turboladdad bensinmotor på 272 hästkrafter. Monterades i Volvo S80, Volvo XC60, Volvo V70.
- T8 ”twin engine” 2 liters rak 4-cylindrig turboladdad och kompressormatad hybrid motor på 350/390 hästkrafter som sitter i V60, XC60 och V90, XC90.
- B8444S V8 motor i aluminium är utvecklad av Volvo och Yamaha gemensamt och tillverkades av Yamaha i Japan. Monterades i Volvo S80 och Volvo XC90 och producerar 315 hästkrafter.
- D4B monterades i bensin-traktor Volvo T32, T34 och BM 32, BM 34. Cyl.-diam 100 mm. Slaglängd 110 mm. Cyl.-volym 3,46 l. 45 hk vid 1.500 varv/min .
- D4F monterades i fotogen-traktor Volvo T31, T33 och BM 31, BM 33. Cyl.-diam 100 mm. Slaglängd 110 mm. Cyl.-volym 3,46 l. 36 hk vid 1.500 varv/min .
- D5252T 2,5 liters Turbodiesel-motor på 140 hästkrafter Tillverkad av VAG. Satt i 850, S70/V70 och S80.

## Bilder

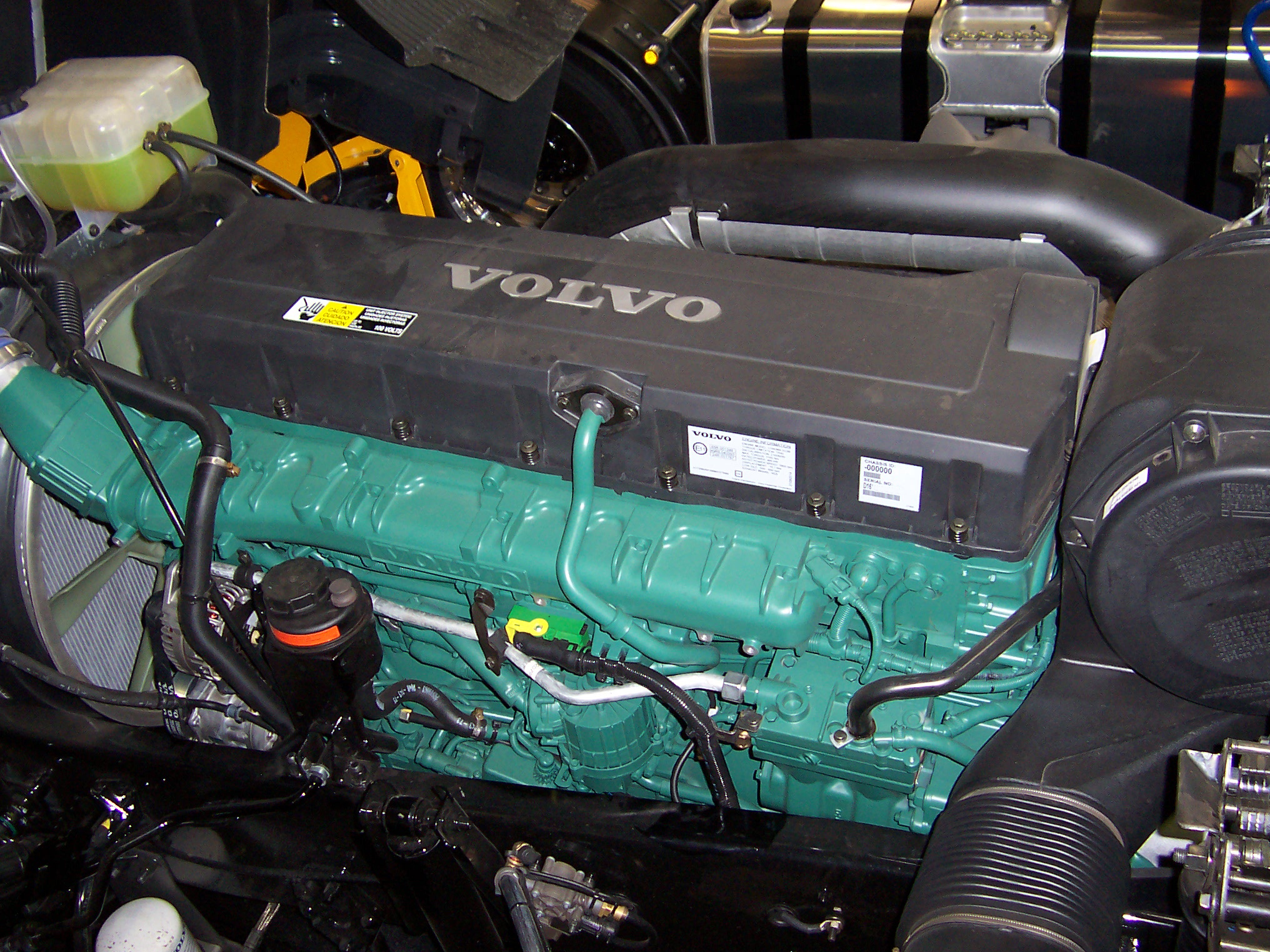
D16E
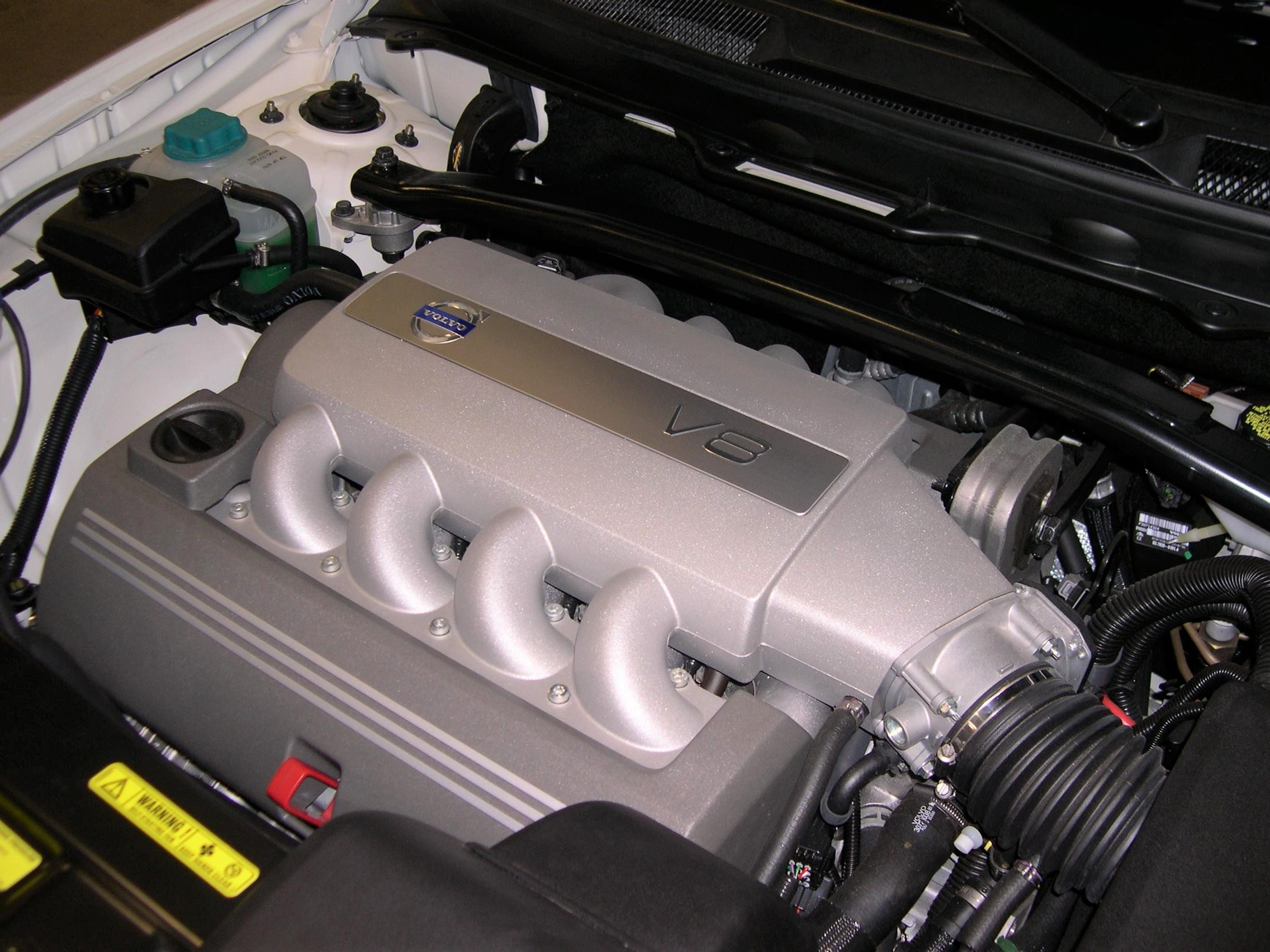
B8444S
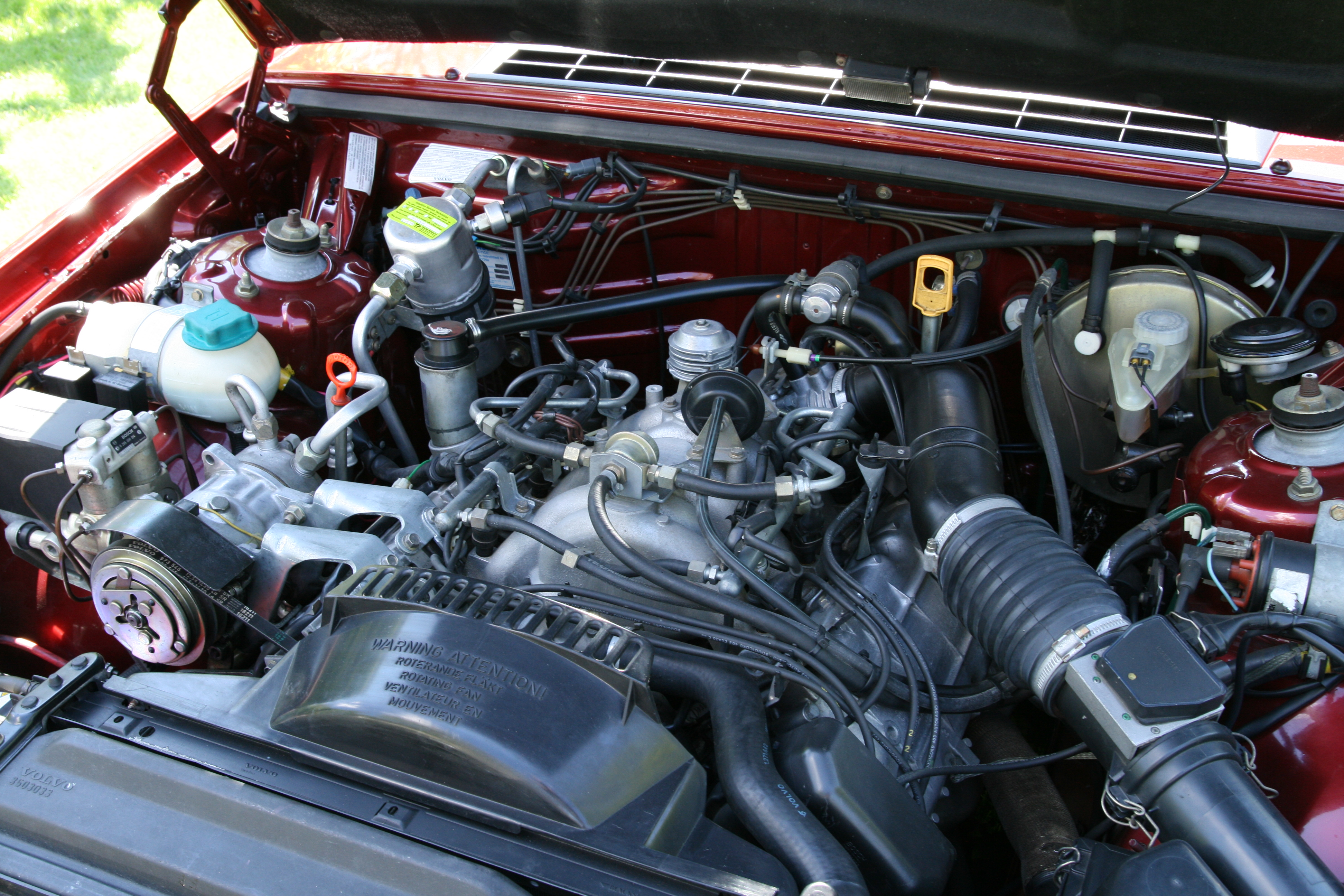
B280
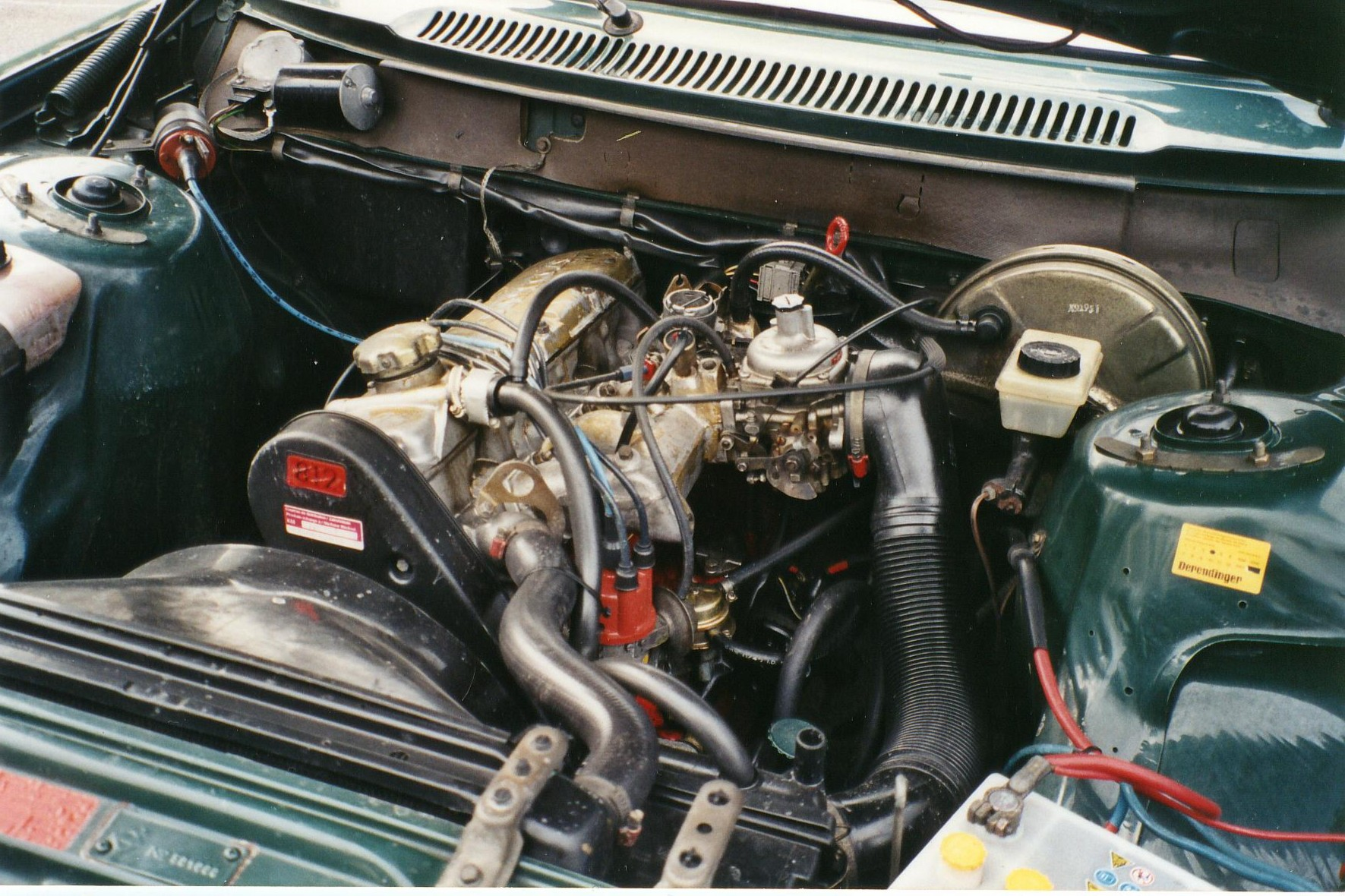
B21A
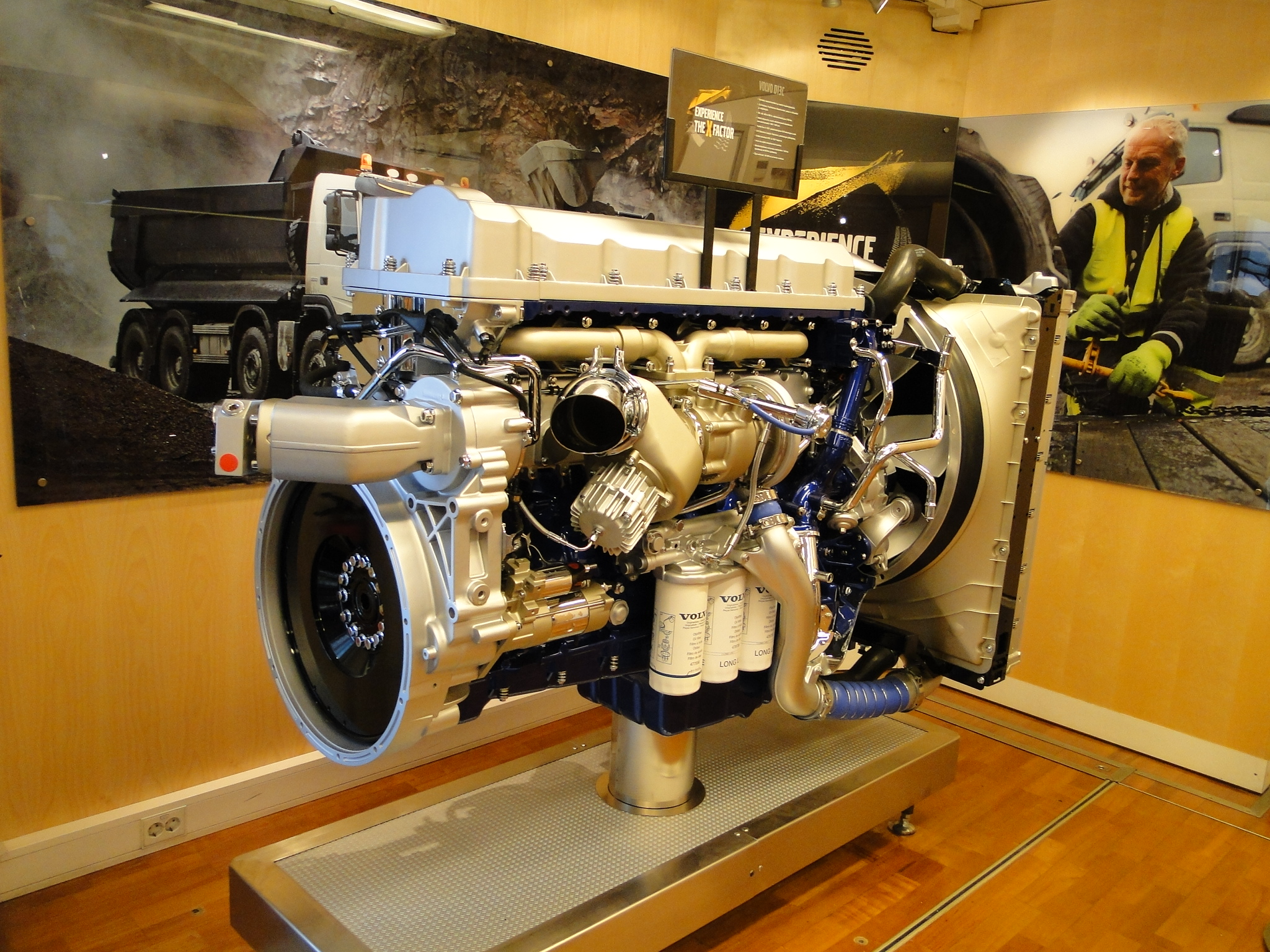
D13C
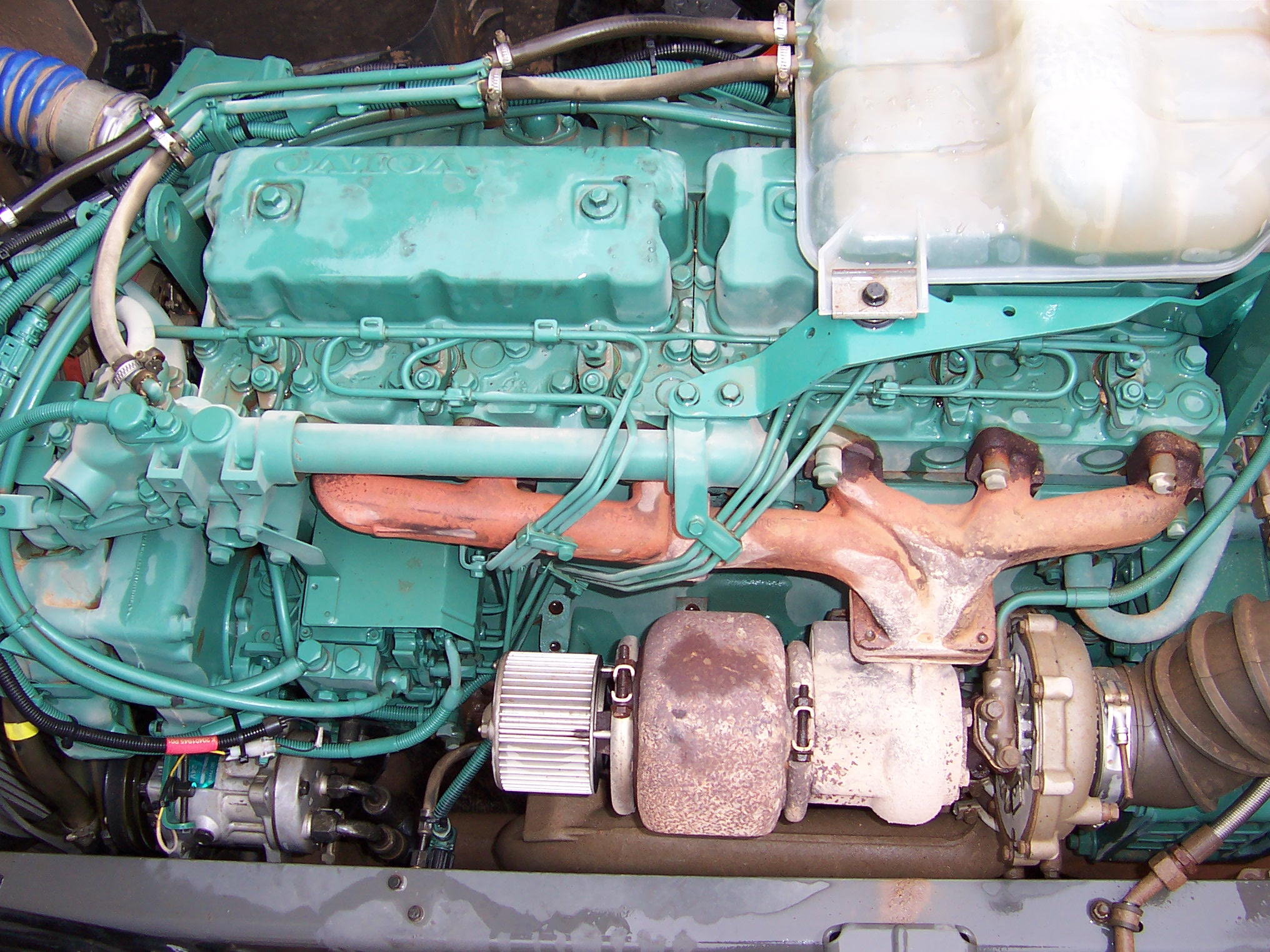
D6B250